# Hedda Erlebach
Hedda Erlebach (* 2006) ist eine deutsche Synchronsprecherin und Schauspielerin, die vor allem durch ihre Rolle der Hexe Lilli in Hexe Lilli rettet Weihnachten bekannt ist. Ihre Schwester Smilla ist ebenfalls als Schauspielerin und Synchronsprecherin tätig; beide sind Töchter von Carmen Katt, die ebenfalls in diesem Bereich arbeitet.

## Leben und Karriere
Hedda Erlebach wurde im Jahre 2006 als Tochter von Carmen Katt geboren. Als Fünfjährige hatte sie erste Einsätze als Synchronsprecherin, wobei sie anfangs vor allem bei Filmproduktionen an der deutschsprachigen Synchronfassung mitarbeitete und später auch an Fernsehserien mitwirkte. Als Schauspielerin war sie erstmals im Jahre 2014 als Anna in der dritten Staffel von Weissensee zu sehen und wirkte im gleichen Jahr auch am Fernsehfilm Die Diplomatin – Entführung in Manila mit. Ihre einzige Fernsehrolle 2015 hatte sie in der dritten Episode der neunten Staffel von Der Bergdoktor, als sie den Charakter Emma Grainer darstellte. 2016 wirkte sie im Fernsehfilm Schlimmer geht immer von Kai Meyer-Ricks mit und hatte auch einen Auftritt in der vierten Folge der sechsten Staffel von Letzte Spur Berlin. Neben einem weiteren Fernsehfilm (Götter in Weiß) kam Erlebach in diesem Jahr auch zu ihrem ersten Engagement für einen Kinofilm. In Die Anfängerin unter der Regie von Alexandra Sell stellte sie eine Kadersportlerin dar. Neben einem Auftritt im Fernsehfilm Im Wald – Ein Taunuskrimi war sie im Jahre 2017 in der Haupt- und Titelrolle der Hexe Lilli in Hexe Lilli rettet Weihnachten zu sehen. Im Kinofilm Vier zauberhafte Schwestern (2020) spielte sie Marina, die zweitälteste Schwester.

## Filmografie (Auswahl)
- 2014: Weissensee (Fernsehserie; 3. Staffel)
- 2015: Der Bergdoktor (Fernsehserie; 9. Staffel, 3. Episode)
- 2016: Schlimmer geht immer (Fernsehfilm)
- 2016: Die Diplomatin – Entführung in Manila
- 2017: Letzte Spur Berlin (Fernsehserie; 6. Staffel, 4. Episode)
- 2017: Die Anfängerin (Kinofilm)
- 2017: Hexe Lilli rettet Weihnachten (Kinofilm)
- 2017: Götter in Weiß (Fernsehfilm)
- 2018: Im Wald – Ein Taunuskrimi (Fernsehreihe)
- 2019: Sechs auf einen Streich – Die drei Königskinder (Fernsehfilm)
- 2020: Vier zauberhafte Schwestern (Kinofilm)
- 2023: Notruf Hafenkante (Fernsehserie, Folge Schrecklicher Verdacht)

## Synchronarbeiten (Auswahl)
- 2011: Alles über Elly
- 2012: Quartett
- 2012: Das Geheimnis des Magiers
- 2013: George Gently – Der Unbestechliche (Fernsehserie)
- 2013: Before Midnight
- 2013: Mankells Wallander (Fernsehserie)
- 2013: Zwischen den Wellen
- 2013: Lunchbox
- 2014: Sherlock (Fernsehserie)
- 2014: Ben & Hollys kleines Königreich (Fernsehserie)
- 2014: Grace of Monaco
- 2014: Eine neue Freundin
- 2015: Vera – Ein ganz spezieller Fall (Fernsehserie)
- 2015: Black or White
- 2015: Im Rausch der Sterne
- 2015: Black-ish (Fernsehserie)
- 2015: Die Peanuts – Der Film
- 2015: No Escape
- 2016: Odd Mom Out (Fernsehserie)
- 2016: Outcast (Fernsehserie)
- 2017: The Wizard of Lies – Das Lügengenie (The Wizard of Lies)
- 2020: Jim Knopf und die Wilde 13

## Hörspiel (Auswahl)
- 2014: Benjamin Blümchen: ... in der Musikschule (Folge 127)